# 磐梯町
磐梯町（日语：／ Bandai machi */?）是位于福島縣耶麻郡的一町。